# Поверхневий пробій

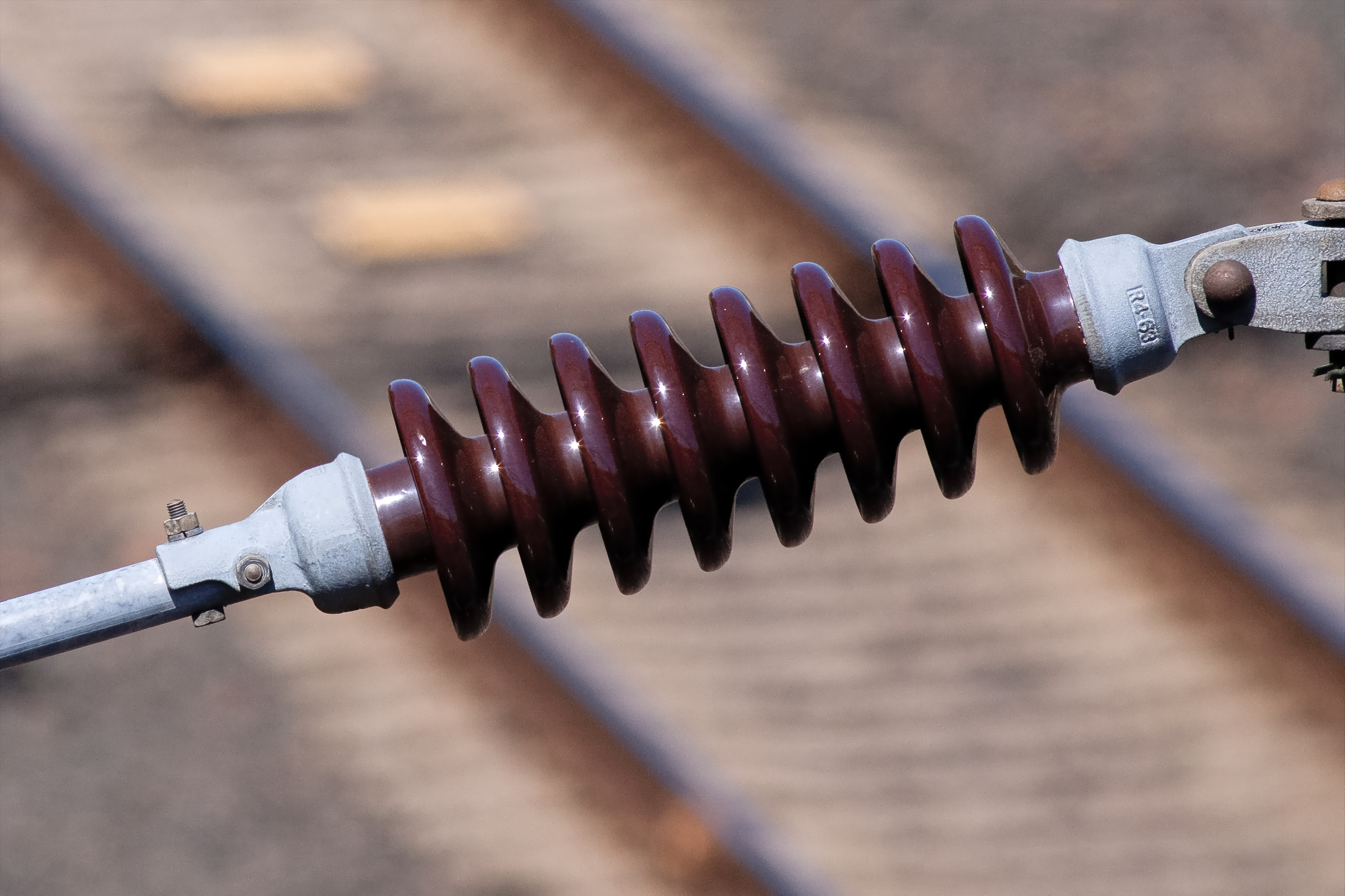
Ребриста поверхня високовольтного ізолятора, що дозволяє уникати поверхневого пробою

Поверхне́вий пробі́й (англ. flashover або англ. surface breakdown) — електричний пробій (втрата електроізоляційних властивостей) твердого діелектрика по його поверхні (в середовищі газу або рідини). 
Електрична напруга поверхневого пробою зазвичай менша за напругу пробою середовища (газу чи рідини) за однакових умов та відстані між електродами і за напругу пробою діелектрика через його товщу. Це явище іноді називають поверхневим розрядом.
Під час поверхневого пробою тверда ізоляція безпосередньо не пошкоджується, якщо вона не оплавиться чи не обгорить від електричної дуги, що виникає у наслідок потужного поверхневого розряду. У багатьох випадках наслідки поверхневого пробою ізоляції легко усувають зачищенням пошкодженої поверхні та покриттям її ізоляційним лаком.

## Умови виникнення
Під час випробувань і експлуатації твердих діелектриків з високою електричною міцністю може спостерігатися явище поверхневого пробою, під яким мають на увазі пробій газу або рідини поблизу поверхні твердого діелектрика. По суті у разі поверхневого пробою електрична міцність твердого діелектрика не порушується, проте утворення провідного каналу на поверхні істотно обмежує робочі напруги ізолятора.
Електрична напруга, за якої настає поверхневий пробій, у значній мірі визначається конфігурацією електродів, габаритними розмірами і формою твердого діелектрика та станом його поверхні (наявність вологи, забрудненість, шорсткість тощо).
Якщо ізолятор експлуатується на повітрі, то напруга поверхневого пробою залежить від тиску, температури, відносної вологості повітря, частоти електричного поля. Однією з причин подібного ефекту є порушення однорідності електричного поля, що викликається перерозподілом зарядів у адсорбованій плівці вологи. Подібні умови можуть відтворюватись на забруднених ізоляторах у вологих умовах, таких як туман або роса, паморозь, зледеніння — змочені поверхні ізолятора з розчинними солями утворюють провідну плівку. У результаті зсуву іонів по поверхні твердого діелектрика  сильно зростає напруженість поля, викликаючи пробій. Струм витоку починає текти вздовж поверхні, з'являються дугоподібні розряди, а також утворення та галуження сухих смуг та поверхнях ізоляторів.

## Уникнення поверхневого пробою
Для зменшення ймовірності виникнення поверхневого пробою слід за можливості збільшувати довжину розрядного шляху вздовж поверхні твердого діелектрика. Цьому сприяє створення ребристої поверхні ізоляторів, проточування різного роду канавок, виготовлення конструкцій з «утопленими» електродами. Підвищення робочих напруг досягається також згладжуванням неоднорідностей електричного поля за рахунок зміни форми електродів чи оптимізації конструкції ізолятора. Аналогічний ефект може бути отриманий нанесенням на поверхню ізолятора напівпровідникових покриттів або діелектричних плівок з підвищеною діелектричною проникністю.
Ефективним заходом боротьби з поверхневим пробоєм є заміна повітря рідким діелектриком, наприклад, трансформаторною оливою. Як відомо, рідини переважно мають вищу електричну міцність. Крім того, підвищена діелектрична проникність рідин проти діелектричної проникності повітря сприяє зниженню напруженості поля на поверхні твердого діелектрика. Тому зануренням ізолятора в рідкий діелектрик можна домогтися підвищення граничних робочих електричних напруг.